# Gynacantha musa
Gynacantha musa – gatunek ważki z rodziny żagnicowatych (Aeshnidae).